# ローレンス準男爵
ローレンス準男爵（Lawrence baronets）は、イギリスの準男爵。ローレンス姓の者が叙位された準男爵位は7つあり、イングランド準男爵が1つ、グレートブリテン準男爵が1つ、連合王国準男爵位が5つである。

## アイヴァーのローレンス準男爵 (1628年)
バッキンガム州におけるアイヴァーのローレンス準男爵（Lawrence Baronetcy, of Iver in the County of Buckingham）は、ジョン・ローレンスが1628年10月9日にイングランド準男爵位として叙位されたのに始まる。1714年の3代準男爵の死去で廃絶した。
- 初代準男爵サー・ジョン・ローレンス (1589頃–1638)
- 2代準男爵サー・ジョン・ローレンス (1610頃–1690頃)
- 3代準男爵サー・トマス・ローレンス（英語版） (1645頃–1714)

## ローズビーのローレンス、のちウォラストン準男爵 (1748年)
- ウォラストン準男爵（英語版）を参照

## ラクナウのローレンス準男爵 (1858年)
ラクナウのローレンス準男爵（Lawrence baronets, of Lucknow）は、インド大反乱のラクナウ包囲戦で戦死したヘンリー・モントゴメリー・ローレンス中将の遺児であるアレグザンダー・ハッチンソン・ローレンソンが父の功績により1858年8月10日に連合王国準男爵位として叙位されたのに始まる。特別継承者の規定により弟にも継承が可能な準男爵位であり、初代準男爵の息子2代準男爵ヘンリー・ローレンスの死後、叔父ヘンリー・ローレンスが3代準男爵を継承。以降彼の直系によって現在まで継承される。現当主の7代準男爵ヘンリー・ローレンスの息子で法定推定相続人であるクリストファー・ローレンスは視覚効果スーパーバイザーであり、アカデミー視覚効果賞の受賞者である。
- 初代準男爵サー・アレグザンダー・ハッチンソン・ローレンソン (1838–1864)
- 2代準男爵サー・ヘンリー・ヘイズ・ローレンス (1864–1898)
- 3代準男爵サー・ヘンリー・ウォルデマー・ローレンス (1845–1908)
- 4代準男爵サー・アレグザンダー・ウォルデマ―・ローレンス（英語版） (1874–1939)
- 5代準男爵サー・ヘンリー・ユースタス・ウォルデマー・ローレンス (1905–1967)
- 6代準男爵ジョン・ウァルデマー・ローレンス (1907–1999)
- 7代準男爵サー・ヘンリー・ピーター・ローレンス (1952-)
  - 法定推定相続人は現当主の息子クリストファー・コズモ・ローレンス (1979-)

## 陸軍のローレンス準男爵 (1858年)
- ローレンス男爵を参照

## イーリング・パークのローレンス準男爵 (1867年)

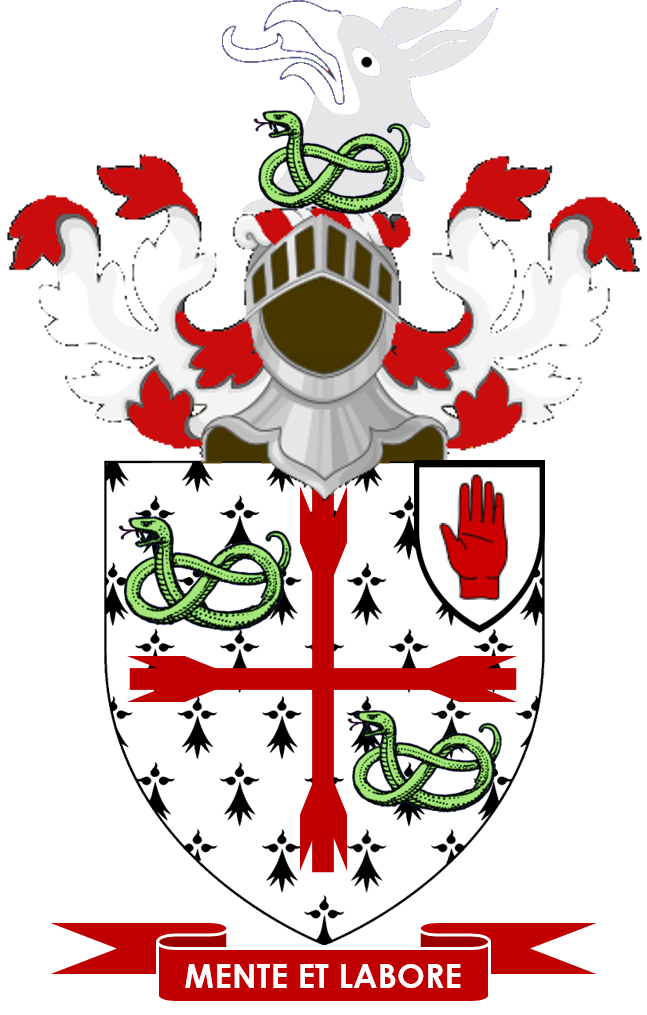
イーリング・パークのローレンス準男爵家の紋章

イーリング・パークのローレンス準男爵（Lawrence baronets, of Ealing Park）は、ヴィクトリア女王に上級侍医として仕えた外科医ウィリアム・ローレンスが1867年4月30日に連合王国準男爵位として叙位されたのに始まる。現存。
- 初代準男爵サー・ウィリアム・ローレンス（英語版） (1783–1867)
- 2代準男爵サー・ジェイムズ・ジョン・トレヴァー・ローレンス（英語版） (1831–1913)
- 3代準男爵サー・ウィリアム・マシュー・トレヴァー・ローレンス (1870–1934)
- 4代準男爵サー・ウィリアム・ローレンス（英語版） (1913–1986)
- 5代準男爵サー・ウィリアム・フェティプレース・ローレンス（英語版） (1954–2015)
- 6代準男爵サー・オーブリー・リトルトン・サイモン・ローレンス  (1942-)
  - 法定推定相続人は、現当主の息子トマス・リトルトン・ド・フロイドモント・ローレンス (1985-)

## ウェストボーン・テラスのローレンス準男爵 (1869年)
ウェストボーン・テラスのローレンス準男爵（Lawrence baronets, of Westbourne Terrace）は、ロンドン市長やランベス選挙区選出の自由党の庶民院議員を務めたジェイムズ・クラーク・ローレンスが1869年12月16日に連合王国準男爵位として叙位されたのに始まるが、息子がなかったため、彼一代で廃絶した。
- 初代準男爵サー・ジェイムズ・クラーク・ローレンス（英語版） (1820–1897)

## スローン・ガーデンズのローレンス準男爵 (1906年)
スローン・ガーデンズのローレンス準男爵（Lawrence baronets, of Sloane Gardens）は、インド総督秘書官やインド総督諮問機関インド参事会のメンバーを務めたウォルター・ローパー・ローレンスが1906年7月13日に連合王国準男爵として叙位されたのに始まる。現存。
- 初代準男爵サー・ウォルター・ローパー・ローレンス（英語版） (1857–1940)
- 2代準男爵サー・パーシー・ローランド・ブラッドフォード・ローレンス (1886–1950)
- 3代準男爵サー・デイヴィッド・ローランド・ウォルター・ローレンス(1929–2002)
- 4代準男爵サー・クライヴ・ウィンダム・ローレンス (1939-)
  - 法定推定相続人は現当主の息子ジェイムズ・ウィンダム・ステュアート・ローレンス (1970-)